# 菲斯利斯巴赫

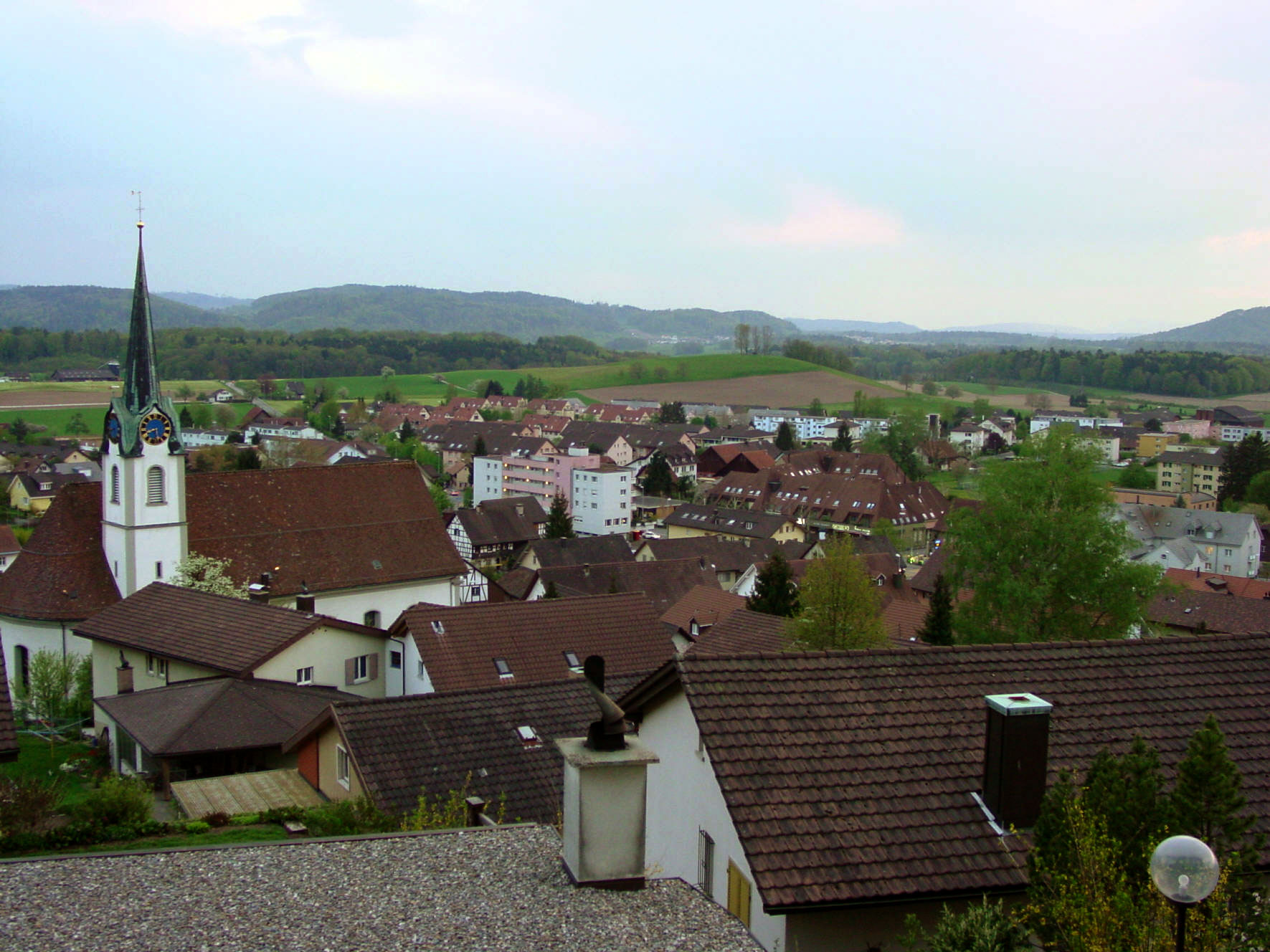

菲斯利斯巴赫是瑞士的城鎮，位於該國北部，由阿爾高州負責管轄，面積5.06平方公里，海拔高度426米，2012年人口5,442，一半人口信奉羅馬天主教，人口密度每平方公里1075人。